# Sulina

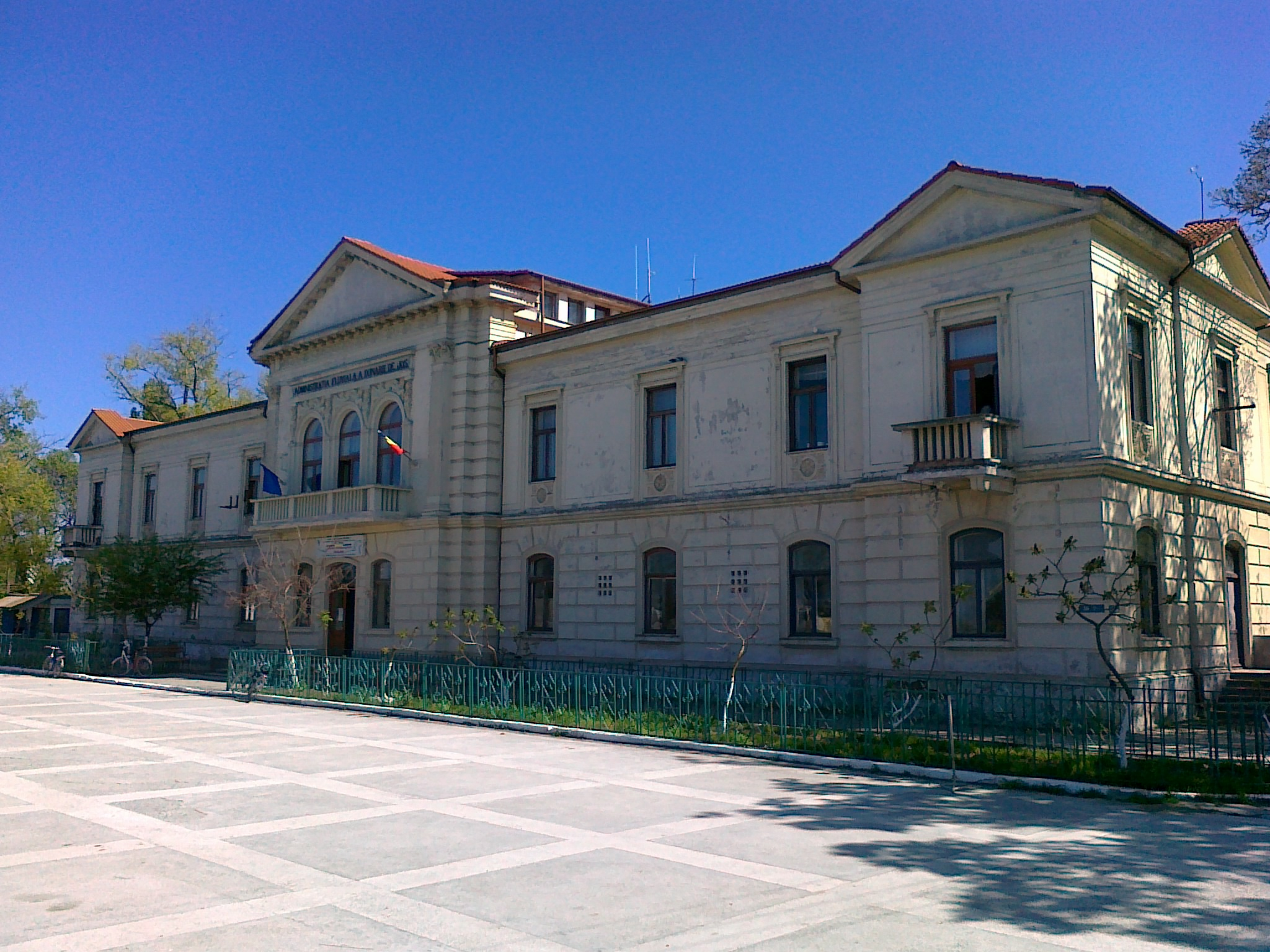
A Duna Bizottság volt székhelyének épülete

Sulina kikötőváros Romániában, Tulcea megyében, a négy világítótorony városának is nevezik. Az ország legkeletibb és egyben legalacsonyabban fekvő városa.

## Fekvése
A település az ország délkeleti részén található, a megyeszékhelytől, Tulcsától keletre, a Duna Sulina-ágának és a Fekete-tengernek a találkozásánál. A város szárazföldi úton nem érhető el, csak hajóval a Dunán, vagy a Fekete-tengeren keresztül. Tulcsa (Tulcea) városából rendszeres kompjáratok indulnak Sulinába.

## Nevének eredete
A neve valószínűleg a szláv sol szóból ered, melynek jelentése: só.

## Története
Első írásos említése VII. Kónsztantinosz bizánci császár De administrando imperio (magyarul: A birodalom kormányzásáról) című művéből származik, ahol a települést Solina néven említi. Később megjelenik a 14. és 15. századi olasz térképeken, például a Pietro Visconti 1327-es térképén.
A 18. században megindul a török hajózás a Dunán Konstantinápoly felé. Ebben az időben a Duna három ága közül egyedül a Sulina-ág volt hajózható. Régi török neve Sülne vagy Sünne. 1745-ben Besir aga adományából építettek világítótoronyot.
A hajdan virágzó kikötő és hajójavító város, amely 1856 és 1939 között a Duna Bizottság székhelye volt, ma hátrányos helyzetűnek számít. A 2004-es becslés szerinti 40%-os munkanélküliségi ráta a romániai átlag hétszerese.

## Lakossága
| 1900 | 1912 | 1930 | 1948 | 1956 | 1966 | 1977 | 1992 | 2002 | 2011 |
| 5612 | 7347 | 6399 | 3373 | 3622 | 4005 | 4911 | 5484 | 4601 | 3663 |

A nemzetiségi megoszlás a következő:
| 2002      | 2002 | 2002   |
| --------- | ---- | ------ |
| Románok   | 3955 | 85,95% |
| Lipovánok | 504  | 10,95% |
| Görögök   | 62   | 1,34%  |
| Ukránok   | 59   | 1,28%  |
| Törökök   | 7    | 0,15%  |
| Olaszok   | 6    | 0,13%  |
| Magyarok  | 2    | 0,04%  |
| Örmények  | 2    | 0,04%  |
| Romák     | 1    | 0,02%  |
| Bolgárok  | 1    | 0,02%  |
| Lengyelek | 1    | 0,02%  |
| Egyéb     | 1    | 0,02%  |
| Összesen  | 4601 | 100,0% |

## Éghajlata
| Hónap                         | Jan. | Feb. | Már. | Ápr. | Máj. | Jún. | Júl. | Aug. | Szep. | Okt. | Nov. | Dec. | Év   |
| ----------------------------- | ---- | ---- | ---- | ---- | ---- | ---- | ---- | ---- | ----- | ---- | ---- | ---- | ---- |
| Átlagos max. hőmérséklet (°C) | 3,0  | 3,0  | 6,0  | 11,0 | 17,0 | 22,0 | 24,0 | 24,0 | 21,0  | 15,0 | 9,0  | 5,0  | 13,4 |
| Átlaghőmérséklet (°C)         | 1,0  | 1,0  | 4,0  | 10,0 | 15,0 | 20,0 | 22,0 | 21,0 | 18,0  | 13,0 | 7,0  | 2,0  | 11,2 |
| Átlagos min. hőmérséklet (°C) | −1,0 | −1,0 | 3,0  | 8,0  | 14,0 | 18,0 | 19,0 | 19,0 | 16,0  | 11,0 | 5,0  | 1,0  | 9,4  |
| Átl. csapadékmennyiség (mm)   | 20   | 20   | 20   | 20   | 30   | 40   | 30   | 30   | 30    | 30   | 30   | 20   | 320  |
| Forrás: Weatherbase.com       |      |      |      |      |      |      |      |      |       |      |      |      |      |

## Címere

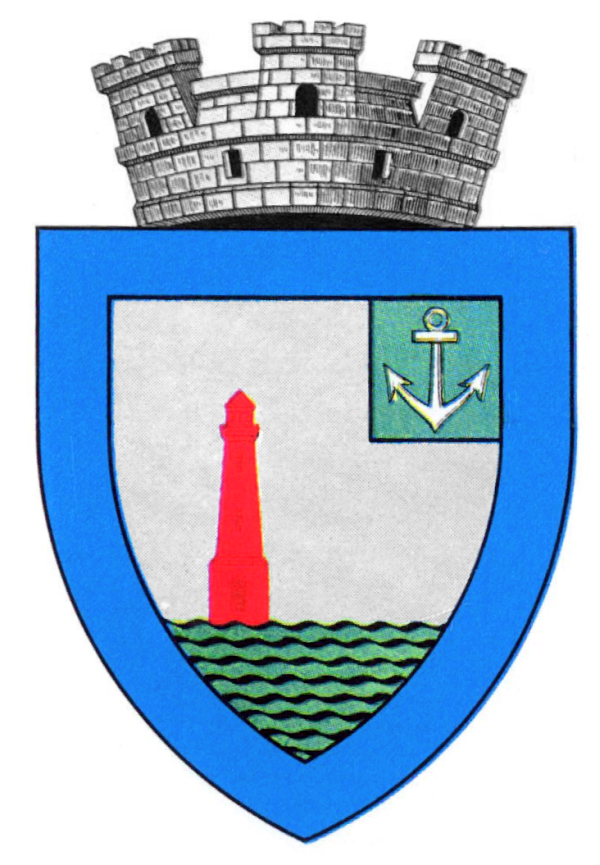
A két világháború között
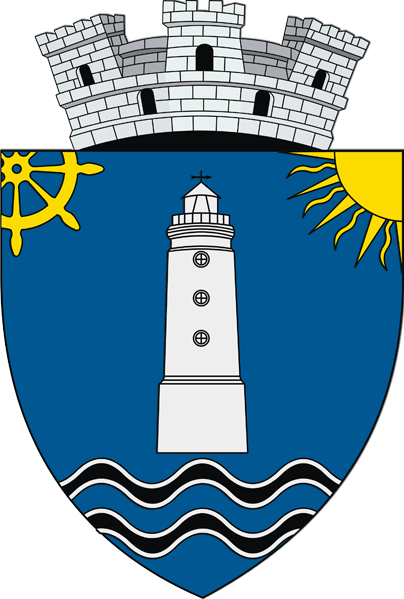
Jelenlegi

Címere pajzs alakú, melyet egy ezüst színű korona díszít, három torony formájú ága a település városi rangját jelzi. A pajzs alapszíne a kék, melyben középen egy ezüst színű világítótorony, alatta két fekete, szélein ezüst, hullámos vonal, jobb felső sarkában egy arany színű nap, a bal felsőben pedig egy hajókormány látható.
A világítótorony a hajózásban betöltött fontos szerepére utal, a hajókormány a város kikötői mivoltát szimbolizálja, a nap helyzete a címerben arra céloz, hogy Sulina az ország legkeletibb városa, a hullámos vonalak pedig magát a Dunát jelentik.

## Látnivalók

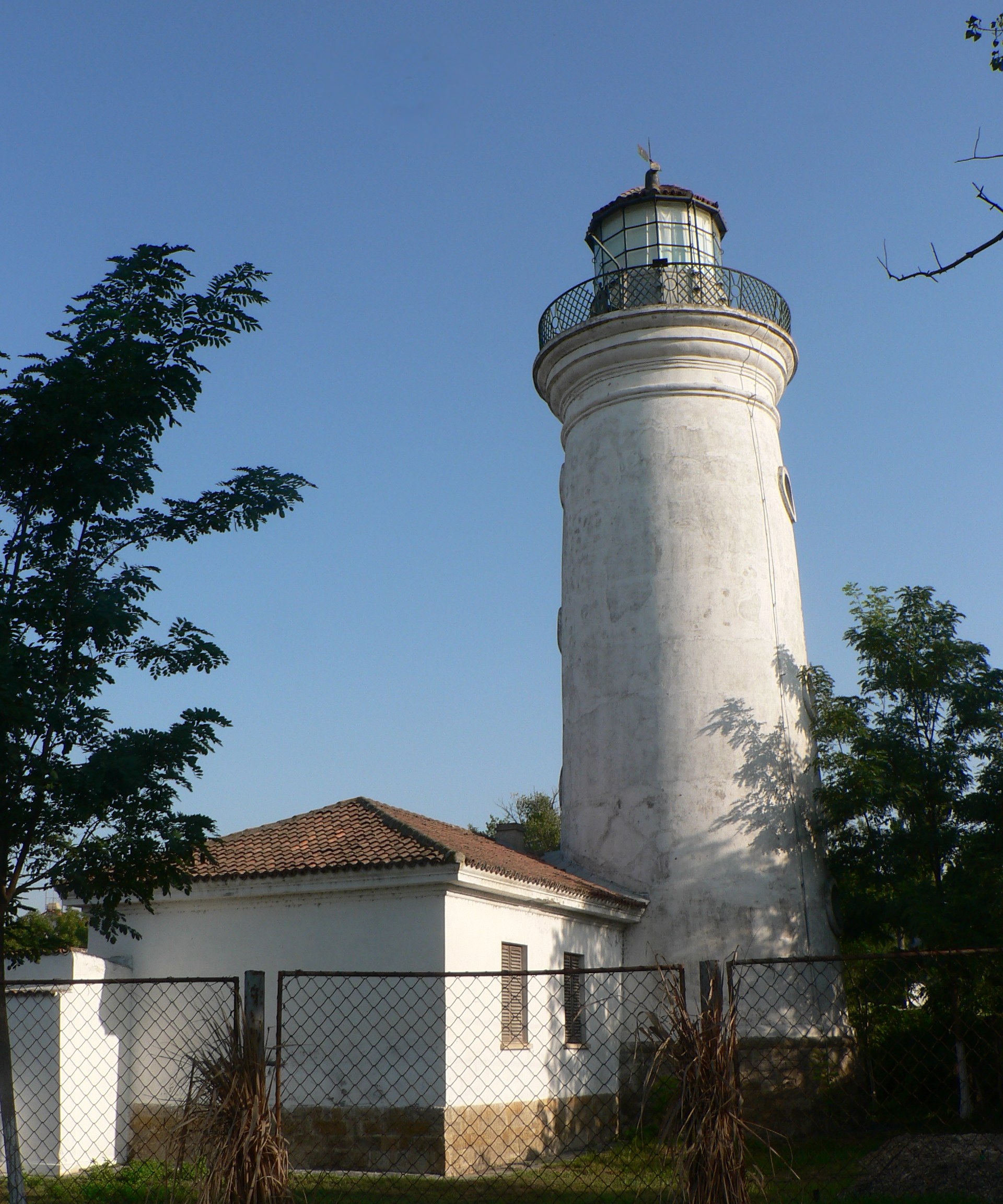
A Dunai Bizottság világítótornya

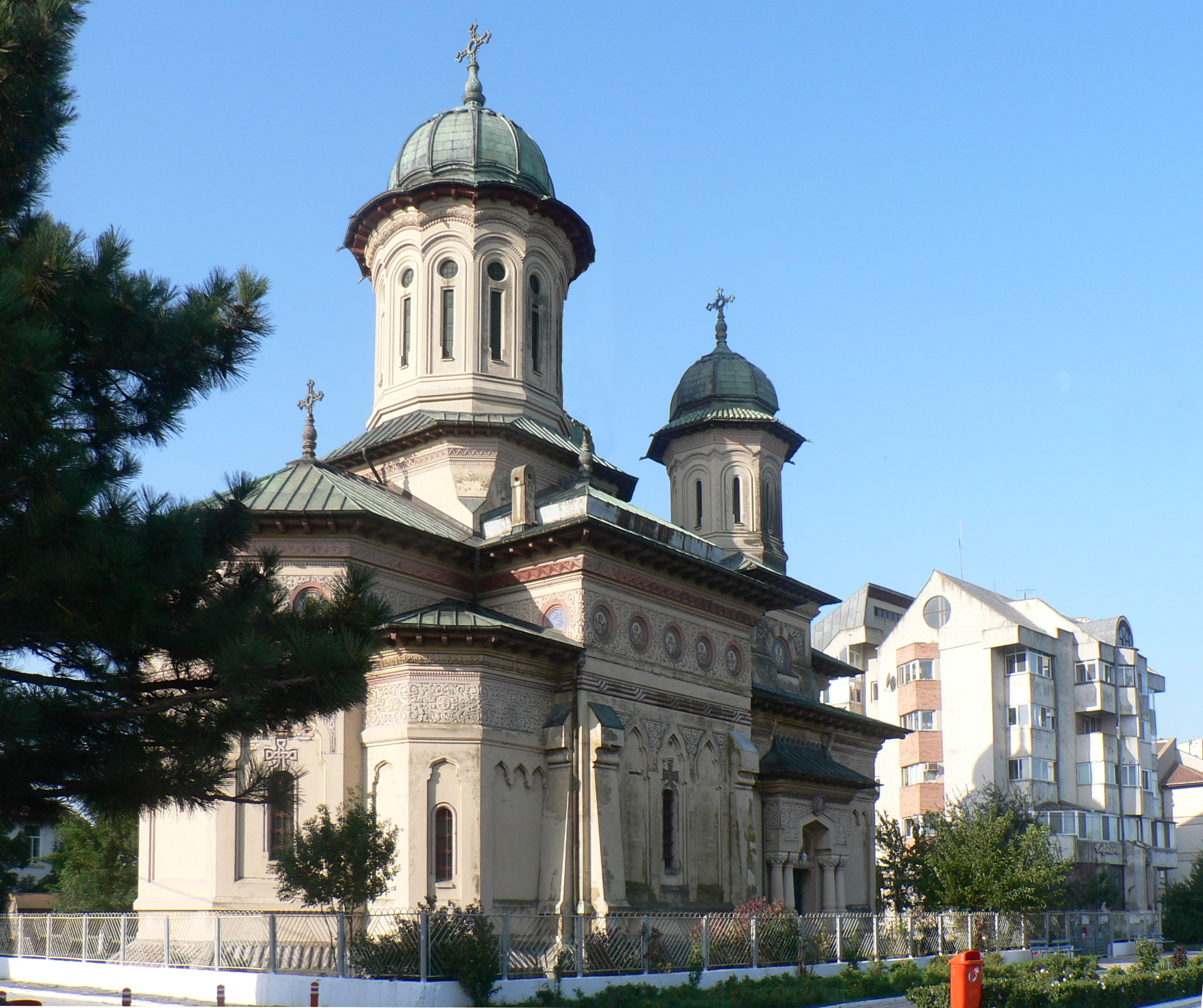
Szent Miklós ortodox katedrális

- A Dunai Bizottság világítótornya - 1869 és 1870 között épült. 17,34 méter magas. 1879-ben a Dunai Bizottság felügyelete alá került. 1995 és 1997 között felújították, 2000-től pedig a Dunai Bizottság Múzeuma működik benne. Építésekor a Duna és a tenger találkozásánál állt, a folyami hordalék lerakódása miatt jelenleg, mintegy két kilométerre van a tengertől. Fénye tiszta időben harminchat kilométerről is látszik. Jelenleg a Dunai Bizottság Múzeuma működik benne.
- A bal parti régi világítótorony - 13,7 méter magas. 1922-óta nem használják. A második világháború alatt német megfigyelőállomásként működött.
- A jobb parti régi világítótorony - 11,6 méter magas. 1922-ben, a Duna szabályozásakor lebontották, majd 1960-ban visszaállították régi helyére.
- Az új világítótorony - 1982-ben épült, ötvenkilenc méter magas.
- A Duna Bizottság volt székhelyének épülete - az 1856 és 1858 között épült, neoklasszikus stílusban.
- Szent Miklós görög templom - 1863 és 1868 között épült, 1923-ban felújították.
- Szent Miklós ortodox katedrális - 1933 és 1934 között épült bizánci stílusban.
- Római-katolikus templom - 1863-ban épült.
- Óhitű ortodox templom - 1991 és 1995 között épült.
- Víztorony - 1897-ben épült a holland királynő adományából.
- Tengerészeti temető
- Tengerparti strand - több mint négy kilométer hosszú, és akár száz méteres szélességet is elérő, finom homokos tengerparti szakasz.

## Híres emberek
- George Georgescu (Sulina, 1887. szeptember 12. - Bukarest, 1964. szeptember 1.) - karmester, a Román Akadémia tagja volt.